# Friedrich Gabler
Friedrich Gabler (* 28. Mai 1931 in Wien; † 21. August 2016) war ein österreichischer Hornist.

## Leben
Friedrich Gabler studierte bereits als Schüler bei Gottfried von Freiberg an der damaligen Hochschule für Musik und darstellende Kunst in Wien.
Nach der Matura wurde er als erster Hornist nach Reykjavík berufen. 1952 bekam er eine Stelle an der Wiener Volksoper, wo er 41 Jahre wirkte, darunter 25 Jahre als Solohornist. Daneben spielte er bei den Wiener Philharmonikern sowie in anderen Wiener Orchestern und war Gründungsmitglied des „Wiener Bläserquintetts“.
Gabler war Herausgeber bisher unveröffentlichter Manuskripte von Kompositionen für Horn sowie für Holzbläserquintette (im Doblinger Verlag Wien).
Als Nachfolger Gottfried von Freibergs leitete er lange Zeit an der Akademie für Musik und Darstellende Kunst in Wien (jetzt Universität für Musik und darstellende Kunst in Wien) eine Klasse. Er war Leiter der Abteilung für Blas- und Schlaginstrumente sowie Prorektor.

## Auszeichnungen
- 1974: Goldene Verdienstzeichen der Republik Österreich
- 1991: Goldener Ehrenring der Volksoper Wien
- 1994: Großes Silbernes Ehrenzeichen für Verdienste um die Republik Österreich[1]